# Ibrahima Conté
Ibrahima Sory Conté (ur. 3 kwietnia 1991 w Konakry) – piłkarz gwinejski grający na pozycji ofensywnego pomocnika. Od 2021 roku jest zawodnikiem klubu Bene Sachnin.

## Kariera klubowa
Karierę piłkarską Conte rozpoczął w klubie Fello Star. W 2009 roku zadebiutował w jego barwach w pierwszej lidze gwinejskiej. Grał w nim do końca tamtego roku.
W 2010 roku Conte podpisał kontrakt z belgijskim klubem KAA Gent. W pierwszej lidze belgijskiej zadebiutował 23 stycznia 2010 w zremisowanym 0:0 wyjazdowym meczu z KVC Westerlo. Z kolei 20 listopada 2010 w meczu z Westerlo (4:4) strzelił swojego pierwszego gola w dla Gent. W sezonie 2009/2010 wywalczył z Gent wicemistrzostwo Belgii oraz zdobył Puchar Belgii.
W 2013 roku Conte przeszedł do SV Zulte-Waregem. W 2014 został zawodnikiem RSC Anderlecht. W 2016 przeszedł do KV Oostende, a w 2017 został wypożyczony do Waasland-Beveren. W latach 2019–2021 grał w Beroe Stara Zagora, a w 2021 został piłkarzem izraelskiego Bene Sachnin.
| Sezon   | Klub               | Kraj     | Rozgrywki            | Mecze | Bramki |
| ------- | ------------------ | -------- | -------------------- | ----- | ------ |
| 2009    | Fello Star Labé    | Gwinea   | Championnat National | ?     | ?      |
| 2009/10 | KAA Gent           | Belgia   | Eerste klasse A      | 1     | 0      |
| 2010/11 | KAA Gent           | Belgia   | Eerste klasse A      | 20    | 2      |
| 2011/12 | KAA Gent           | Belgia   | Eerste klasse A      | 21    | 1      |
| 2012/13 | KAA Gent           | Belgia   | Eerste klasse A      | 16    | 1      |
| 2012/13 | SV Zulte-Waregem   | Belgia   | Eerste klasse A      | 14    | 1      |
| 2013/14 | SV Zulte-Waregem   | Belgia   | Eerste klasse A      | 37    | 3      |
| 2014/15 | RSC Anderlecht     | Belgia   | Eerste klasse A      | 24    | 2      |
| 2015/16 | RSC Anderlecht     | Belgia   | Eerste klasse A      | 5     | 0      |
| 2016/17 | KV Oostende        | Belgia   | Eerste klasse A      | 8     | 1      |
| 2016/17 | Waasland-Beveren   | Belgia   | Eerste klasse A      | 5     | 0      |
| 2017/18 | KV Oostende        | Belgia   | Eerste klasse A      | 9     | 1      |
| 2018/19 | KV Oostende        | Belgia   | Eerste klasse A      | 0     | 0      |
| 2019/20 | Beroe Stara Zagora | Bułgaria | Pyrwa liga           | 24    | 7      |
| 2020/21 | Beroe Stara Zagora | Bułgaria | Pyrwa liga           | 18    | 3      |

## Kariera reprezentacyjna
W reprezentacji Gwinei Conte zadebiutował w 2010 roku. W 2012 roku został powołany do kadry na Puchar Narodów Afryki 2012, a w 2015 na Puchar Narodów Afryki 2015.